# Vincent Ward

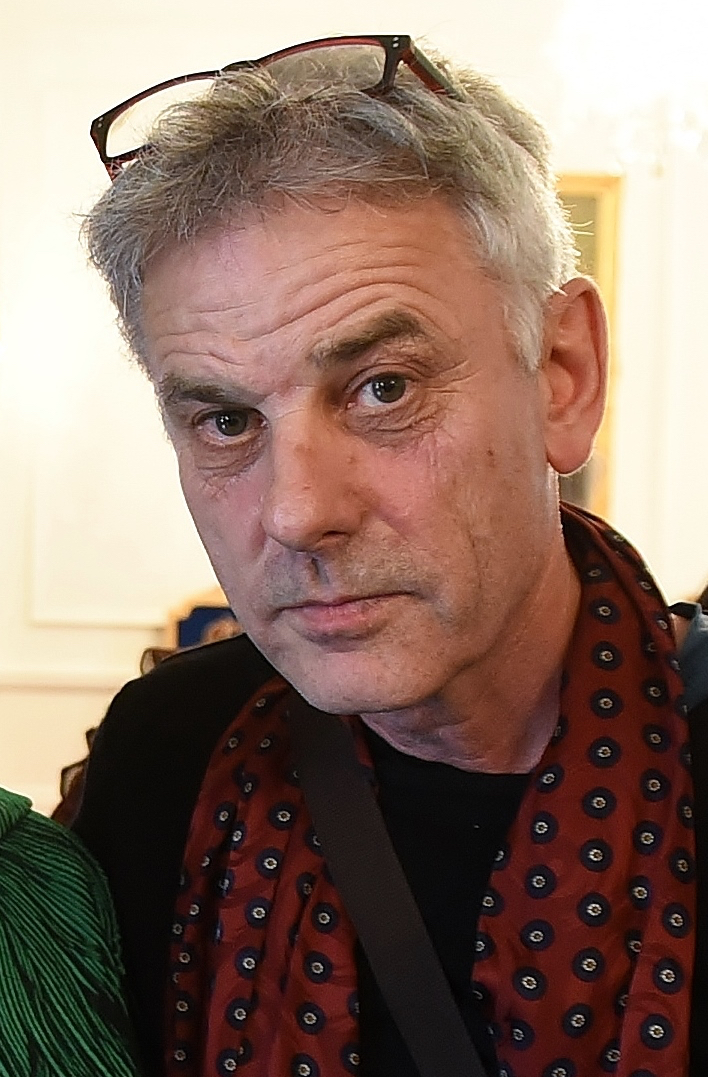
Vincent Ward (2018)

Vincent Ward, ONZM (* 16. Februar 1956) ist ein neuseeländischer Regisseur und Drehbuchautor.

## Leben
Vincent besuchte das St. Patrick’s College Silverstream und wurde später an der Ilam School of Fine Arts an der University of Canterbury in Christchurch (Neuseeland) ausgebildet. 1978 erhielt er ein Diplom in Bildender Kunst (mit Auszeichnung) und 2014 verlieh ihm die Universität die Ehrendoktorwürde in Bildender Kunst und eine zusätzliche Professur.
1978, im Alter von 21 Jahren, drehte er A State of Siege, einen mittellangen Film, der einen Roman seiner Landsfrau Janet Frame adaptierte. Ward beschreibt A State of Siege als seinen ersten „öffentlichen“ Film; mindestens fünf seiner Filme waren älter. Noch während seines Studiums an der Kunstschule hatte er festgestellt, dass sein Interesse von Malerei und Skulptur zu Filmemachen und Animation überging. Die Los Angeles Times rezensierte A State of Siege mit der Bemerkung, er sei „rigoros konstruiert mit einem exquisit komponierten Bild nach dem anderen[...] Film wird zur Poesie“.  Er gewann einen Sonderpreis der Jury beim Miami Film Festival 1978 und einen Golden Hugo Award beim Chicago Film Festival im selben Jahr.
Von 1978 bis 1981 lebte Ward mit einer alten Māori-Frau namens Puhi und ihrem schizophrenen Sohn Niki in den schroffen Hügeln von Te Urewera. Er drehte einen Dokumentarfilm über sie mit dem Titel In Spring One Plants Alone. Das Werk gewann 1982 den Grand Prix im Cinéma du Réel (Paris) und einen Silver Hugo beim Chicago Film Festival.
Wards erster Spielfilm, Vigil (1984), folgt einem einfallsreichen, einsamen Kind, das auf einer abgelegenen Farm lebt, und ist teilweise von Wards eigener ländlicher Erziehung in Wairarapa inspiriert. Er wurde von John Maynard produziert und nach einer umfassenden Suche nach dem richtigen Ort und der richtigen Person für die Hauptrolle (Fiona Kay), in Taranaki gedreht.
Die ersten drei Langfilme von Ward, Vigil (1984), The Navigator: A Medieval Odyssey (1988) und Map of the Human Heart (1993), waren die ersten Filme eines Neuseeländers, die beim Filmfestival von Cannes offiziell für den Wettbewerb ausgewählt wurden. Zusammen erhielten sie fast 30 nationale und internationale Auszeichnungen (einschließlich des Grand Prix bei Festivals in Italien, Spanien, Deutschland, Frankreich und den Vereinigten Staaten).
Wards zweiter Spielfilm, ein Fantasy-Film, The Navigator: A Medieval Odyssey  (1988; deutsch: Der Navigator), wurde von einer Erfahrung inspiriert, die er auf seiner ersten Reise nach Deutschland gemacht hatte. Ward erzählt, wie er versucht hat, die Autobahn zu Fuß zu überqueren und dem Verkehr auszuweichen. Die Erfahrung beeindruckte ihn so sehr, dass daraus Schlüsselbilder für seinen Film entstanden. Der Navigator  folgt einer Gruppe von Dorfbewohnern aus der englischen Grafschaft Cumbria im 14. Jahrhundert, die auf der Flucht vor der Pest durch einen Tunnel mitten durch die Erde ins Auckland des 20. Jahrhunderts gelangen. Ward beschreibt das Folgende als „eine Kollision, ein Nebeneinander von zwei Zeiträumen, die es einem ermöglicht, die eigene Zeit mit neuen Augen zu sehen“. Unter anderem gibt es eine Szene, in der die mittelalterlichen Reisenden versuchen, eine Autobahn zu überqueren. Die Rezension des Rolling Stone Magazins bezeichnete das Werk als „einen visionären Film von seltenem Mut und unvergänglichem Herzen“. Die New York Times urteilte, es sei „eine aufregende Fantasie, die Ward [...] zu den innovativsten und maßgeblichsten jungen Filmemachern macht“. Der Film gewann den Grand Prix bei vier Filmfestivals, darunter: Sitges Film Festival, Fanta Film Festival und Oporto Film Festival 1998/89. 1989 wurde er bei den Preisen der australischen und neuseeländischen Filmindustrie als bester Film und bester Regisseur ausgezeichnet. Auch bei diesem Projekt hatte Ward mit dem Produzenten John Maynard zusammengearbeitet.
1990 schrieb Ward die Geschichte für Alien 3, eine geplante Fortsetzung des Films Aliens. Er war der vierte von zehn verschiedenen Autoren, die sich mit dem Alien-3-Projekt befassten. Ein Großteil der Handlung und einige der Charaktere aus Wards Drehbuch wurden später mit der Gefängnisumgebung von David Twohys vorgeschlagenem Skript verschmolzen, um die Grundlage für Alien 3 zu bilden. Im endgültigen Film wurde Ward als Schreiber der Geschichte genannt. Das Herz seiner Geschichte, bekannt als Die Mönche im Weltraum, ist jedoch im letztendlichen Film nicht festgehalten, wurde aber seitdem von der London Times Online anerkannt, die ihr 2008 den ersten Platz auf ihrer ewigen Bestenlisten der Science-Fiction-Filme zuerkannte und dies auch im gleichnamigen Buch erwähnte.
Wards nächster Film, Map of the Human Heart (1992; deutsch: Flucht aus dem Eis), zeigt das Auf und Ab des Verhältnisses dreier Menschen zueinander, nämlich eines Inuit-Jungen, eines Métis-Mädchens und eines britischen Kartographen. Ward und sein Koautor Louis Nowra reisten hierfür viel in Kanada umher und recherchierten gemeinsam für das Projekt. Ward reiste anschließend ausgiebig in die Arktis, bevor die beiden mit dem Schreiben des Drehbuchs begannen. Während seines Aufenthaltes in der Arktis erlitt Ward leichte Erfrierungen, die während des gesamten Drehs noch sichtbar waren. Im Film spielen Jason Scott Lee, Anne Parillaud und Patrick Bergin sowie John Cusack in einer Nebenrolle. Das Werk wurde von Tim Bevan und Ward gemeinsam produziert und 1992 in Cannes offiziell als unvollendetes Werk („work in progress“) gezeigt. Später wurde er für die Australian Film Institute Awards als bester Film nominiert. Der amerikanische Kritiker Roger Ebert lobte die Unvorhersehbarkeit der Handlung und Wards Sinn für Abenteuer und sagte, er enthalte „zwei der erstaunlichsten romantischen Szenen, die ich je in einem Film gesehen habe“.
In den 1990er Jahren verbrachte Ward mehrere Jahre in Hollywood, wo er mehrere Projekte entwickelte, bevor er die Regie von What Dreams May Come übernahm, einem Drehbuch, das von Ronald Bass aus Richard Mathesons Roman von 1978 adaptiert wurde. Ward hatte eine neue Handlungsidee, die es ihm ermöglichte, im Film einen ungewöhnlichen malerischen Stil zu entwickeln. What Dreams May Come wurde in den USA in 2.600 Lichtspielhäusern gezeigt. In den Hauptrollen spielten Robin Williams, Annabella Sciorra, Cuba Gooding Jr. und Max von Sydow. Der Film wurde 1999 bei den Academy Awards für das beste Produktionsdesign und die besten visuellen Effekte nominiert und erhielt für Letztere einen Oscar. Er bekam „zwei begeisterte Daumen hoch“ von den Kritikern Siskel und Ebert, die den Film als „eine der großen visuellen Errungenschaften in der Filmgeschichte“ lobten. Die Gesamtbewertungen unter den Kritikern waren jedoch gemischt. Der Film erreichte einen weltweiten Umsatz von 90 Millionen US-Dollar, war sehr erfolgreich auf dem Videomarkt und wurde von Video Ezy mit dem „Best Renting Drama Award“ ausgezeichnet. Er ist weiterhin beliebt und nimmt in der Zuschauerbewertung einen hohen Rang ein (84 % bei Rotten Tomatoes, 7,1 / 10 Sterne bei IMDb und 4,7 / 5 Sterne bei Amazon).
Das Epos von 2003, The Last Samurai, basiert auf einem Projekt, das Ward vier Jahre lang mit den Produzenten des Films entwickelte. Nachdem Ward sich an mehrere Regisseure gewandt hatte, darunter Francis Ford Coppola und Peter Weir, ließ er schließlich Edward Zwick den Film leiten. Ward war ausführender Produzent des Films.
Während seiner Zeit in Hollywood interessierte sich Ward auch persönlich für Schauspiel und trainierte bei Schauspieltrainer Penny Allen. Er hatte eine kleine Rolle in Mike Figgis’ Film Leaving Las Vegas (1995) und eine größere Rolle in Figgis’ nächstem Film One Night Stand (1997). Er erhielt eine der Hauptrollen in dem US-Spielfilm The Shot (1996) und ist auch in Geoff Murphys Film Spooked (2004) zu sehen. Ward kehrte anschließend nach Neuseeland zurück und drehte 2004 River Queen. Der Film erreichte in seinem Heimatland respektable Zuschauerzahlen, aber die Kritiken waren uneinheitlich; vielfach wurden die schwierigen Winteraufnahmen im Zusammenhang mit der Veröffentlichung des Films thematisiert.
2008 folgte Rain of the Children, in dem Ward die Geschichte von Puhi nacherzählt, der älteren Māori-Frau, die Gegenstand seines früheren Dokumentarfilms In Spring One Plants Alone war. Rain of the Children wurde vom Publikum aus 250 Spielfilmen ausgewählt und gewann den Grand Prix beim Era New Horizons Film Festival. Der Film wurde für die beste Regieleistung nominiert und bei den Qantas Film and TV Awards in Neuseeland als bestkomponierter ausgezeichnet. Vincent Ward wurde auch bei den Australian Directors Guild Awards als bester Regisseur nominiert.
Ward hatte schon immer ein starkes Interesse am deutschen Film der 20er und 30er Jahre sowie an der deutschen Kunst und nannte unter anderem Käthe Kollwitz, Caspar David Friedrich und Anselm Kiefer als Personen, die ihn geprägt hätten.
Vincent Ward pflegte auch eine Verbindung zum deutschen Filmemacher Werner Herzog, der in einer Cameo-Rolle in What Dreams May Come zu sehen ist. Sein Gesicht ist dasjenige, auf das Robin Williams im „Meer der Verdammten“ tritt. Des Weiteren stand Ward auch mit Wim Wenders in Kontakt, der ein Vorwort zu einem von Wards Büchern geschrieben hat.
Ward wurden zwei vollständige Retrospektiven auf seine Filme gewidmet, nämlich 1984 beim Hof Film Festival in Deutschland und 2008 beim Era New Horizons Filmfestival in Polen.
Im Oktober 2020 begannen in der Ukraine die Dreharbeiten zu Wards neuem Spielfilm Storm School. Weitere Dreharbeiten gab es 2021 in China, Großbritannien und Australien. Die Story für Storm School wurde wiederum von Ward und seinem australischen Kollegen Louis Nowra gemeinsam geschrieben.

## Malerei und Fotografie
Im Jahr 2010 veröffentlichte Craig Potton Publishing Vincent Ward: The Past Awaits, ein großformatiges Fotobuch, in dem Bilder aus allen seinen Spielfilmen zusammengetragen werden, darunter Vigil, The Navigator: A Medieval Odyssee, Map of the Human Heart, What Dreams may come, River Queen und Rain of the Children sowie frühere Filme und andere, die konzipiert, aber nie gedreht wurden. Mit den Bildern aus The Past Awaits verwoben ist auch eine Teilerinnerung, in der Ward über die Menschen schreibt, mit denen er sowohl hinter als auch in den Filmen gearbeitet hat. Er sagt: „In diesem Buch geht es um die Suche danach, durch Filme ganz zu bleiben, sich von den Geschichten der Menschen inspirieren zu lassen, mit denen ich gearbeitet und Filme gemacht habe, und danach, wie man vielleicht einfacher und klarer sein eigenes Leben verstehen kann...“ Das Buch erhielt mehrere positive Kritiken, unter anderem von Wim Wenders, der sagte: „Großartig… Ich weiß nicht, ob mich jemals ein Buch mit Bildern und Geschichten so bewegt hat wie Vincent Wards The Past Awaits. Es wird in meinen Koffer für diese einsame Insel gehen.“ Und der neuseeländische Filmemacher Peter Jackson schrieb: „The Past Awaits zu lesen bedeutet, eine Reise zu unternehmen, nicht nur in die Fantasie von Vincent Ward, sondern auch in sein Herz und seine Seele. Diese Bilder haben eine Kraft und Stärke, die weit über den Kontext des Films hinausgeht, zu dem sie gehören. Sie präsentieren den Geist Neuseelands.“
Ebenfalls 2010 begann Ward neben seiner Filmkarriere eine zweite Karriere als Maler und Videokünstler. Innerhalb von acht Monaten hatte er drei Einzelausstellungen in öffentlichen Kunstgalerien. 2012 kuratierte Rhana Devenport eine große Einzelausstellung von Wards Gemälden und Videoarbeiten unter dem Titel Breath in der Govett-Brewster Art Gallery in New Plymouth. Gezeigt wurden großformatige Mal-, Druck-, Foto- und Filminstallationsarbeiten. Es folgten die Einzelausstellungen Inhale und Exhale 2012 in Auckland in der Gus Fisher Gallery und im TSB Bank Wallace Arts Centre. Als Doppelausstellung zeigte die Gow-Langsford Gallery seine Videoarbeiten auch in ihrem Wellesley-Street-Gebäude. Im selben Jahr veröffentlichte Ron Sang Publishing Inhale | Exhale, ein 180-seitiges großformatiges Kunstbuch zur Begleitung von Wards zwei gleichnamigen Ausstellungen. Zum Abschluss des Jahres wurde Ward zur 9. Shanghai Biennale 2012 eingeladen. Er war Neuseelands erster Teilnehmer an der Biennale und veranstaltete eine Einzelpavillonshow mit dem Titel Auckland Station: Destinies Lost and Found in einer historischen Kathedrale.
Der Kunstautor und Rezensent Anthony Byrt (Art Forum) beschrieb die Arbeit als „intensiv… atemberaubend… virtuos“ und sagte: „Ward hat sich nie vor der Wahrheit gescheut: Er gräbt und gräbt, bis er irgendwohin kommt, wo andere Filmemacher und Künstler nicht oft zu Besuch sind:in einen psychischen Raum, in dem sich Gewalt, Erinnerung, Mythos, Sex und Religion in einer von Geschichte gezeichneten Landschaft vermischen“ Rhana Devenport, Direktorin der Govett-Brewster Art Gallery, schrieb in ihrem Katalog für die Ausstellung: „Wards anhaltende Sorge um Metamorphose, Fallen, Licht, Angst, Erinnerung, Dunkelheit und den transformativen Moment hat ihn dazu gebracht, eine Reihe von riesigen, physisch imposanten Werken zu schaffen, die in jenseitige Landschaften und transzendente Zustände eintauchen, um Erinnerungen an Verlust, Erlösung und unbewusste Bereiche hervorzurufen.“ 2014 erhielt Ward eine Ehrendoktorwürde in Bildender Kunst von der University of Canterbury, Christchurch, und eine zusätzliche Professur. 2015 hatte er eine Gastprofessur an der China Academy of Art in Hanzhou inne und verbrachte fünf Wochen an der Shanghai University School of Fine Arts.
Ward schuf in der Folgezeit weitere graphische Werke und stellte sie aus.

## Filmografie
- 1978: A State of Siege (Kurzfilm)
- 1981: In Spring One Plants Alone (Kurzfilm)
- 1984: Vigil (Regie und Autor)
- 1987: Der Navigator (The Navigator: A Medieval Odyssey, Regie und Story)
- 1992: Alien 3 (Alien³, Story)
- 1992: Flucht aus dem Eis (Map of the Human Heart, Regie und Story)
- 1998: Hinter dem Horizont (What Dreams May Come, Regie)
- 2003: Last Samurai (The Last Samurai, ausführender Produzent)
- 2005: River Queen (Regie, Autor und Story)
- 2008: Rain of the Children (Regie, Autor und Erzähler)